# Analyta
Analyta é um gênero de mariposa pertencente à família Crambidae.